# والنتین رایچف
والنتین رایچف (بلغاری: Валентин Райчев؛ زادهٔ ۲۰ سپتامبر ۱۹۵۸) کشتی‌گیر اهل بلغارستان بود.
وی در مسابقات کشوری و بین‌المللی در مجموع برندهٔ ۱ مدال طلا، ۲ مدال نقره شده‌است.